# Micaela Pignatelli
Micaela Pignatelli (* 28. Dezember 1945 in Neapel als Michaela Cendali-Pignatelli; † 30. Oktober 2023) war eine italienische Schauspielerin.

## Leben
Pignatelli wurde in Neapel als Tochter von General Guido Cendali und Prinzessin Andreina Pignatelli geboren. Sie war mit dem Schauspieler Flavio Bucci verheiratet und hatte mit ihm zwei Söhne, Alexander und Lorenzo.

## Wirken
Zu Beginn ihrer Karriere im Jahr 1965 spielte sie in der französisch-spanisch-italienischen Produktion Der Tiger parfümiert sich mit Dynamit unter der Regie von Claude Chabrol die Rolle der Sarita Sanchez. 1969 konnte man sie neben Klaus Kinski und Franco Citti in Quintero - Das As der Unterwelt sehen.
In den vierzig Jahren ihrer Karriere wurde sie in sechsunddreißig Filmen besetzt. Dabei trat sie auch unter den Namen Micky Pignatelli, Micaela Cendali, Micaela Pignatelli Cendali und Michela Pignatelli auf.

## Filmografie
- 1965: Der Tiger parfümiert sich mit Dynamit (Le Tigre se parfume à la dynamite)
- 1966: Dio, come ti amo
- 1966: Lo scandalo
- 1967: Der Unsichtbare schlägt zu (Flashman)
- 1967: Goldface il fantastico Superman
- 1968: Pilluks nimmt Maß (Giurò… e li uccise ad uno ad uno (Piluk il timido))
- 1968: Gungala la pantera nuda
- 1968: Candy
- 1969: Quintero - Das As der Unterwelt (La legge dei gangsters)
- 1969: Amarsi male
- 1970: Alba pagana
- 1970: El último día de la guerra
- 1970: Scacco alla mafia
- 1971: La ragazza dalle mani di corallo
- 1972: La notte dei fiori
- 1974: Der Tod trägt schwarzes Leder (La polizia chiede aiuto)
- 1974: Sotto il placido Don (Fernsehserie, 1 Folge)
- 1974: La vita nova
- 1974: Willkommen im Knast (Farfallon)
- 1975: I giorni della chimera
- 1976: Perché si uccidono
- 1978: Der tödliche Kreis (Circuito chiuso) (Fernsehfilm)
- 1979: Luigi Ganna detective (Fernsehserie, 1 Folge)
- 1980: Maledetti vi amerò
- 1981: The Last Jaws – Der weiße Killer (L'ultimo squalo)
- 1982: Delitto di stato (Fernsehserie, 2 Folgen)
- 1982: La sconosciuta (Fernsehserie, 4 Folgen)
- 1982: Ich weiß, daß du weißt, daß ich weiß (Io so che tu sai che io so)
- 1982: Il diavolo al Pontelungo (Fernsehserie)
- 1983: Quer pasticciaccio brutto de via Merulana (Fernsehserie, 2 Folgen)
- 1987: Turno di notte (Fernsehserie)
- 1988: Festa di Capodanno (Fernsehserie)
- 1989: The Church (La chiesa)
- 1990: Spatzi, Fratzi & Co. (C'era un castello con 40 can)
- 2004: The Card Player – Tödliche Pokerspiele (Il cartaio)
- 2004: Rita da Cascia (Fernsehfilm)